# 1641
- Wikisource

| Calendário gregoriano                                                        | 1641 MDCXLI                          |
| Ab urbe condita                                                              | 2394                                 |
| Calendário arménio                                                           | 1090 – 1091                          |
| Calendário bahá'í                                                            | -203 – -202                          |
| Calendário budista                                                           | 2185                                 |
| Calendário chinês                                                            | 4337 – 4338 Início a 10 de fevereiro |
| Calendário copta                                                             | 1357 – 1358                          |
| Calendário etíope                                                            | 1633 – 1634                          |
| Calendários hindus - Vikram Samvat - Calendário nacional indiano - Cáli Iuga | 1696 – 1697 1562 – 1563 4741 – 4742  |
| Calendário Holoceno                                                          | 11641                                |
| Calendário islâmico                                                          | 1051 – 1052                          |
| Calendário judaico                                                           | 5401 – 5402                          |
| Calendário persa                                                             | 1019 – 1020                          |
| Calendário rúnico                                                            | 1891                                 |
| Calendário solar tailandês                                                   | 2184                                 |

1641 (MDCXLI, na numeração romana)  foi um ano comum do século XVII do actual Calendário Gregoriano, da Era de Cristo, a sua letra dominical foi F (52 semanas), teve início a uma terça-feira e terminou também a uma terça-feira.
| Ano completo                       |
| ---------------------------------- |
| Ano comum com início à terça-feira |

## Eventos
- Portugal e a República Holandesa firmam um Tratado de Aliança Defensiva e Ofensiva. O tratado não é cumprido por ambas as partes e em consequência não tem efeito nas colônias portuguesas sob domínio neerlandês.
- Aclamação de Amador Bueno, Movimento Nativista Brasileiro;
- Construção de um forte na vila das Velas que em 1644 foi substituído por outro de mais dimensão[1][2].
- No contexto da Restauração da Independência, às vésperas do movimento que conduziria à expulsão dos espanhóis da Terceira, o Mestre de Campo Álvaro de Viveiros formulou e propôs um plano de destruição do Forte de São Sebastião, rejeitado pelo Senado de Angra.
- Batalha de M'Bororé, guaranis que habitavam em reduções dirigidas pelos jesuítas derrotaram os bandeirantes paulistas. Foi um importante episódio na história dos trinta Pueblos (Reduções) do Paraguai e da história da Argentina, pois evitou que a região compreendida entre os Rios Uruguai e Paraná, que atualmente pertence à Argentina, se tornasse território brasileiro.

### Em andamento
- Guerra dos Trinta Anos (1618–1648)

## Março
- 24 de Março - Em cumprimento às instruções recebidas,  Francisco Ornelas da Câmara, Capitão-mor da Vila da Praia, é encarregado por D. João IV de Portugal de aclamá-lo na Terceira, reduzindo à obediência o Castelo de São Filipe no Monte Brasil. Ornelas promove a aclamação na Praia e logo após, em Angra.
- 26 de Março - Eclode, em Angra do Heroísmo a rebelião popular dos Minhas Terras.
- 27 de Março - Início do cerco ao Castelo de São João Baptista da Ilha Terceira; Angra é ocupada militarmente pelo seu Capitão-mor, João Bettencourt de Vasconcelos, que pede auxílio militar ao Capitão-mor da Praia, Francisco Ornelas da Câmara.
- 28 de Março - Manuel Jaques de Oliveira, com uma companhia da freguesia da Ribeirinha que incluía mulheres, conquista o Forte de São Sebastião, de onde os espanhóis fogem por mar para a Fortaleza de São João Baptista.[3]
- 31 de Março - Domingo de Páscoa, D. João IV foi aclamado rei em Angra, sob o fogo cerrado das baterias espanholas, foi um dos acontecimentos mais “impressionantes” da Restauração segundo o Historiador José Manjardino: "a aclamação fez-se num ambiente dramático que já aqui em tempos se apontou como a mais espectacular e genuína restauração da independência havida em terras de Portugal. Uma procissão cívica percorria as ruas até à Praça, convergindo para a Sé, onde se cantou um Te Deum, tudo ao ritmo e sob a fumarada da artilharia castelhana que, do castelo de São Filipe, disparava sem cessar sobre a cidade."

## Maio
- 13 de Maio - D. João IV decretou a criação da Aula de Artilharia e Esquadria, remota antecessora do Comando da Instrução e Doutrina e da própria Academia Militar.

## Junho
- 20 de Junho - D. Luís Peres de Viveiros, com os trezentos soldados que trazia para socorrer a guarnição espanhola cercada no Castelo de São João Baptista, rende-se a Francisco de Ornelas junto aos ilhéus da Mina;

## Agosto
- 25 de Agosto tomada de Luanda pelos holandeses.

## Novembro
- Editado o primeiro periódico em Portugal, com o nome Gazeta, em que se relatam as novas todas, que ouve nesta corte, e que vieram de várias partes no mês de novembro de 1641[4].

## Dezembro
- 21 de dezembro, grande enchente de mar (maremoto?) nas Velas, ilha de São Jorge. Provocou grande destruição na vila, fez feridos e arrastou para o mar muitos bens.

## Nascimentos
- 7 de Abril - Antónia Sibila de Barby-Mühlingen, princesa-consorte de Schwarzburg-Sondershausen (m. 1684).
- 14 de Outubro - Henriqueta Doroteia de Hesse-Darmstadt, condessa de Waldeck-Pyrmont (m. 1672).

## Mortes
- 11 de Janeiro - Franciscus Gomarus, foi teólogo, calvinista e Professor de Teologia da Universidade de Leiden (n. 1563).
- 8 de Fevereiro - Johannes Freitagius, foi Professor de Medicina e médico particular do Bispo de Osnabrück. (n. 1581).
- 1 de Junho - Carlos Emanuel Pio de Saboia, cardeal italiano (n. 1585).
- 04 de Julho - Pedro Teixeira, militar português, explorador e sertanista.
- ?? - Sebastião de Matos de Noronha, Arcebispo de Braga (n. 1586).